# Villa Nueva (Nicaragua)
Villa Nueva è un comune del Nicaragua facente parte del dipartimento di Chinandega.